# Al Kasha
Alfred Kasha, detto Al (New York, 22 gennaio 1937 – Los Angeles, 14 settembre 2020), è stato un cantautore e compositore statunitense.
Vinse due Oscar come compositore: il primo per la canzone The Morning After, ascoltabile nel film L'avventura del Poseidon, e l'altro per il brano We May Never Love Like This Again, presente nella colonna sonora della pellicola L'inferno di cristallo. Nel 1990 si occupa della colonna sonora del film biografico-religioso Ombre sulla Cina - China Cry.
Kasha è morto nel 2020, a 83 anni, per le complicazioni della malattia di Parkinson, diagnosticatagli qualche tempo prima.